# Edward Gal
Edward Johannes Gal (Rheden, 4 de marzo de 1970) es un jinete neerlandés que compite en la modalidad de doma.
Participó en dos Juegos Olímpicos de Verano, obteniendo una medalla de bronce en Londres 2012, en la prueba por equipos (junto con Anky van Grunsven y Adelinde Cornelissen), y el cuarto lugar en Río de Janeiro 2016, en la misma prueba.
Ganó cinco medallas en el Campeonato Mundial de Doma entre los años 2006 y 2014, y ocho medallas en el Campeonato Europeo de Doma entre los años 2005 y 2019.

## Trayectoria deportiva
Nació en Rheden, pero reside en al localidad de Oosterbeek. Comenzó a montar a caballo con catorce años y en 1999 empetó a disputar torneos internacionales.
En su primera participación olímpica, Londres 2012, obtuvo la medalla de bronce en la prueba por equipos, y en Río de Janeiro 2016 fue cuarto en la misma prueba. En los Juegos Ecuestres Mundiales de 2010, montando a Totilas, obtuvo tres medallas de oro, individual especial, individual libre y por equipos, siendo la primera vez que el mismo binomio ganaba los tres títulos mundiales en una misma edición. Además, ganó tres medallas de oro en el Campeonato Europeo de Doma.
En el plano personal, Gal es abiertamente homosexual y mantiene una relación de largo plazo con su compañero de equipo Hans Peter Minderhoud.

## Palmarés internacional
| Juegos Olímpicos   | Juegos Olímpicos           | Juegos Olímpicos  | Juegos Olímpicos      |
| Año                | Lugar                      | Medalla           | Categoría             |
| ------------------ | -------------------------- | ----------------- | --------------------- |
| 2012               | Londres (Reino Unido)      | Medalla de bronce | Por equipos           |
| Campeonato Mundial |                            |                   |                       |
| Año                | Lugar                      | Medalla           | Categoría             |
| 2006               | Aquisgrán (Alemania)       | Medalla de plata  | Por equipos           |
| 2010               | Lexington (Estados Unidos) | Medalla de oro    | Individual (especial) |
| 2010               | Lexington (Estados Unidos) | Medalla de oro    | Individual (libre)    |
| 2010               | Lexington (Estados Unidos) | Medalla de oro    | Por equipos           |
| 2014               | Caen (Francia)             | Medalla de bronce | Por equipos           |
| Campeonato Europeo |                            |                   |                       |
| Año                | Lugar                      | Medalla           | Categoría             |
| 2005               | Hagen (Alemania)           | Medalla de plata  | Por equipos           |
| 2009               | Windsor (Reino Unido)      | Medalla de oro    | Individual (libre)    |
| 2009               | Windsor (Reino Unido)      | Medalla de oro    | Por equipos           |
| 2009               | Windsor (Reino Unido)      | Medalla de plata  | Individual (especial) |
| 2011               | Róterdam (Países Bajos)    | Medalla de bronce | Por equipos           |
| 2013               | Herning (Dinamarca)        | Medalla de plata  | Por equipos           |
| 2015               | Aquisgrán (Alemania)       | Medalla de oro    | Por equipos           |
| 2019               | Róterdam (Países Bajos)    | Medalla de plata  | Por equipos           |